# Austronecydalopsis
Austronecydalopsis är ett släkte av skalbaggar. Austronecydalopsis ingår i familjen långhorningar.
Kladogram enligt Catalogue of Life:
| Austronecydalopsis | \| \| Austronecydalopsis curkovici \| \| \| \| \| \| Austronecydalopsis iridipennis \| \| \| \| |
|                    | \| \| Austronecydalopsis curkovici \| \| \| \| \| \| Austronecydalopsis iridipennis \| \| \| \| |
|                    | Austronecydalopsis curkovici                                                                    |
|                    |                                                                                                 |
|                    | Austronecydalopsis iridipennis                                                                  |
|                    |                                                                                                 |